# Valentin Gjokaj
Valentin Gjokaj, född den 23 augusti 1993 i Luzern i Schweiz, är en schweizisk fotbollsspelare av albanskt ursprung som spelar för SSV Reutlingen 05.
Gjokaj föddes i Luzern och påbörjade karriären i FC Luzern. Han spelade vid starten för klubbens U18-fotbollslandslag. 2011 blev han antagen i klubbens seniora reservlag. I augusti 2011 spelade han också en enkel match för landslaget, då han spelade alla 90 minuter i en försäsongsmatch mot Blackburn Rovers FC.
I maj 2012 visade Newcastle United FC intresse för denne albanskfödde schweiziske fotbollsspelaren. Dock blev det inte något avtal och han spelade inte under sommarpausen 2012.
Den 18 augusti 2012 skrev han under på ett 2-årigt kontrakt med Derby County FC. Han fick sin debut för denna klubb i en match mot Sheffield Wednesday FC där han ersatte Will Hughes i 87:e minuten.